# Low-ionization nuclear emission-line region

Beispiel für eine LINER-Galaxie: die Sombrerogalaxie (M104), beobachtet vom Hubble-Weltraumteleskop (HST). Credit: HST/NASA/ESA.

Eine low-ionization nuclear emission-line region (LINER; zu Deutsch etwa Galaxien-Kernregionen mit Emissionslinien geringen Ionisationsgrades) ist ein Typ von Galaxienkern, der durch seine Spektrallinien definiert ist:
- Die Spektren weisen typischerweise Emissionslinien von neutralen bzw. schwach ionisierten Atomen auf, wie O, O+, N+ und S+.
- Umgekehrt sind die Emissionslinien für stark ionisierte Atome wie O++, Ne++ und He+ relativ gering.[2]

Diese Klasse von Galaxienkernen wurde zuerst beschrieben von Timothy Heckman im dritten Paper einer Serie, die 1980 über die Spektren von Galaxienkernen veröffentlicht wurde.

## Bemerkenswerte LINER Galaxien
- Messier 94[1]
- NGC 5005[1]
- NGC 5195[1]
- Sombrerogalaxie[1]